# Serpula (champignon)
Cet article concerne les champignons. Pour les annélides, voir Serpula (annélide).
Genre
Serpula est un genre de champignons de la famille des Serpulaceae.

## Description
Ces champignons sont résupinés et saprophytes.[réf. nécessaire]

## Liste d'espèces
Selon Index Fungorum (11 avril 2014) :
- Serpula atrovirens (Burt) W.B. Cooke 1957
- Serpula byssoidea (Burt) W.B. Cooke 1957
- Serpula costaricensis M. Mata & Ryvarden 2007
- Serpula crassa (Lloyd) W.B. Cooke 1957
- Serpula erecta (Lloyd) W.B. Cooke 1957
- Serpula eurocephala (Berk. & Broome) W.B. Cooke 1957
- Serpula fuscescens (Bres.) W.B. Cooke 1957
- Serpula himantioides (Fr.) P. Karst. 1884
- Serpula lacrymans (Wulfen) J. Schröt. 1885 - Mérule pleureuse ou Mérule pleureur[2],[3]
- Serpula olivacea (Schwein.) Zmitr. 2001
- Serpula pinastri (Fr.) W.B. Cooke 1957
- Serpula pulverulenta (Sowerby) Bondartsev 1959
- Serpula sclerotiorum (Falck) Bondartsev 1956
- Serpula similis (Berk. & Broome) Ginns 1971
- Serpula tignicola (Harmsen) M.P. Christ. 1960
- Serpula umbrina (Fr.) P. Karst. 1884